# Gand-Wevelgem 1974
La 36e édition de Gand-Wevelgem a eu lieu le 9 avril 1974. La course est remportée par le Britannique Barry Hoban (Gan-Mercier-Hutchinson) qui parcourt les 244 kilomètres en 5 h 30. Il est suivi dans le même temps par le Belge Eddy Merckx (Molteni) et par son compatriote Roger De Vlaeminck (Brooklyn).

## Équipes
| Équipes professionnelles (7)- Gan-Mercier-Hutchinson - Molteni - Brooklyn - MIC-Ludo-de Gribaldy - Carpenter-Confortluxe-Flandria - Watney-Maes Pils - IJsboerke-Colner |
| |

## Classement final
Ce Gand-Wevelgem est remporté par le Britannique Barry Hoban (Gan-Mercier-Hutchinson). Il est suivi par le Belge Eddy Merckx (Molteni) et par son compatriote Roger De Vlaeminck (Brooklyn).
| \| Classement général \| Classement général \| Classement général \| Classement général \| Classement général \| \| Coureur \| Coureur \| Pays \| Équipe \| Temps \| \| ------------------ \| ------------------ \| ------------------ \| ------------------------------ \| ------------------ \| \| 1er \| Barry Hoban \| Royaume-Uni \| Gan-Mercier-Hutchinson \| 5 h 30 min 00 s \| \| 2e \| Eddy Merckx \| Belgique \| Molteni \| + 0 s \| \| 3e \| Roger De Vlaeminck \| Belgique \| Brooklyn \| + 0 s \| \| 4e \| Alain Santy \| France \| Gan-Mercier-Hutchinson \| + 0 s \| \| 5e \| Eric Leman \| Belgique \| MIC-Ludo-de Gribaldy \| + 0 s \| \| 6e \| Freddy Maertens \| Belgique \| Carpenter-Confortluxe-Flandria \| + 0 s \| \| 7e \| Walter Planckaert \| Belgique \| Watney-Maes Pils \| + 0 s \| \| 8e \| Walter Godefroot \| Belgique \| Carpenter-Confortluxe-Flandria \| + 0 s \| \| 9e \| Frans Verbeeck \| Belgique \| Watney-Maes Pils \| + 0 s \| \| 10e \| Roger Swerts \| Belgique \| IJsboerke-Colner \| + 0 s \| |                    |             |                                |                 |
| |                    |             |                                |                 |
| Sources : ProCyclingStats Cycling Archives |                    |             |                                |                 |
| Classement général |                    |             |                                |                 |
| Coureur | Coureur            | Pays        | Équipe                         | Temps           |
| 1er | Barry Hoban        | Royaume-Uni | Gan-Mercier-Hutchinson         | 5 h 30 min 00 s |
| 2e | Eddy Merckx        | Belgique    | Molteni                        | + 0 s           |
| 3e | Roger De Vlaeminck | Belgique    | Brooklyn                       | + 0 s           |
| 4e | Alain Santy        | France      | Gan-Mercier-Hutchinson         | + 0 s           |
| 5e | Eric Leman         | Belgique    | MIC-Ludo-de Gribaldy           | + 0 s           |
| 6e | Freddy Maertens    | Belgique    | Carpenter-Confortluxe-Flandria | + 0 s           |
| 7e | Walter Planckaert  | Belgique    | Watney-Maes Pils               | + 0 s           |
| 8e | Walter Godefroot   | Belgique    | Carpenter-Confortluxe-Flandria | + 0 s           |
| 9e | Frans Verbeeck     | Belgique    | Watney-Maes Pils               | + 0 s           |
| 10e | Roger Swerts       | Belgique    | IJsboerke-Colner               | + 0 s           |